# Christianisme au Tchad

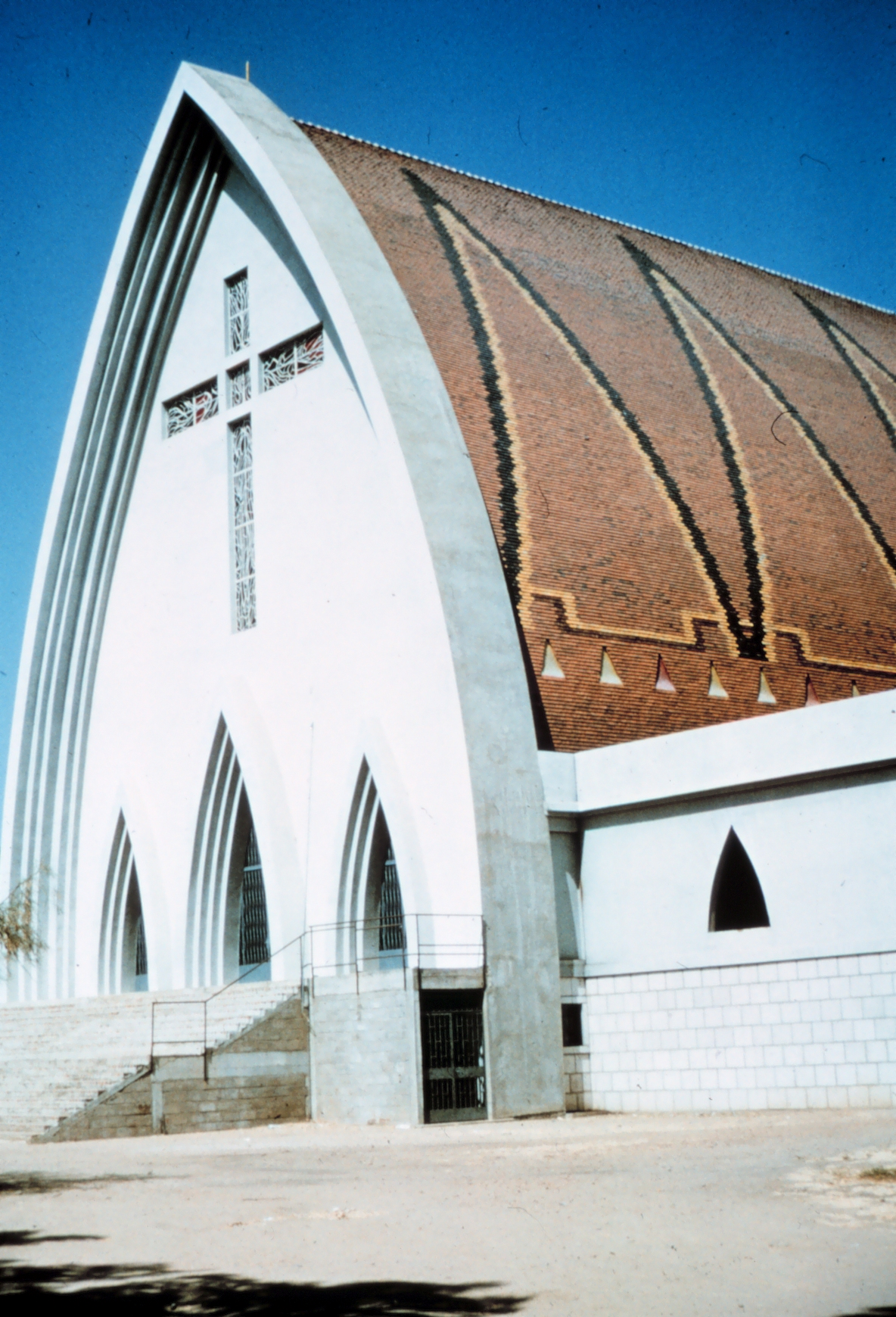
N'Djaména : cathédrale catholique au Tchad.

Le Tchad compte 45 % de chrétiens surtout présents dans le sud du pays et dans la capitale  N'Djaména et au Guera, dont 20 % de catholiques et environ 25 % de protestants.

## Histoire

### Protestantisme
L’organisation américaine Baptist Mid-Missions a été la première mission protestante à s'établir dans le pays en 1925 à Sarh.
En 1964, l'Association tchadienne des Églises baptistes a été officiellement fondée .
SUM est arrivee au Tchad en 1926 et l'Église Évangélique du Tchad s'est etablie.

### Catholicisme
En 1929, deux pères spiritains, venus de Bangui se sont installés à Kou, près de l'actuel Moundou.